# Noivinha-de-rabo-preto
O Heteroxolmis dominicanus é uma espécie de pássaro passeriforme da família Tyrannidae.Ocorre  na Argentina, Brasil, Uruguai (onde ainda pode ser encontrada na Quebrada de los Cuervos ) e possivelmente no Paraguai .
Seus habitats naturais são pastagens subtropicais ou tropicais de planície seca, pastagens subtropicais ou tropicais sazonalmente úmidas ou inundadas, terras aráveis. Está ameaçado pela perda de habitat .

O Heteroxolmis dominicanus é a única espécie do gênero Heteroxolmis, mesmo que ocasionalmente seja incluído  no gênero Xolmis .

## ligações externas
- BirdLife Species Factsheet.